# Heteroscada galinthias
Heteroscada galinthias är en fjärilsart som beskrevs av Carl Heinrich Hopffer 1874. Heteroscada galinthias ingår i släktet Heteroscada och familjen praktfjärilar. Inga underarter finns listade i Catalogue of Life.